# دایره‌زنگی (فیلم)
دایره‌زنگی فیلمی کمدی محصول سال ۱۳۸۶ است. روایتی است از زندگی اهالی یک ساختمان، ظهور ماهواره و عمق تأثیرش در اجتماع ما؛ نخستین فیلم سینمایی پریسا بخت‌آور که با نویسندگی اصغر فرهادی اکران شد.

## خلاصه فیلم
تهران ـ جمعه؛ محمد (صابر ابر) همراه شیرین (باران کوثری) می‌شود که برای تعمیر ماشین پدرش به پول نیاز دارد. آنها راهی خانه ای در شمال شهر می‌شوند تا با نصب ماهواره پول مورد نیاز شیرین را تأمین کنند. در خانه رویارویی با ساکنان، و زندگی شخصی آنها مسیر داستان را به جلو می برود …

## بازیگران
- مهران مدیری  نقشاقای رزاقی
- امید روحانی
- امین حیایی نقش احمد جعفری
- صابر ابر نقش محمد
- نیما شاهرخ‌شاهی نقش خسرو
- محمدرضا شریفی‌نیا
- گوهر خیراندیش  پروین خانم
- بهاره رهنما نقش شعله جکوری
- باران کوثری نقش شیرین
- نیلوفر خوش‌خلق نقش مهناز زن احمد
- نگار فروزنده نقش زن اقای رزاقی
- اکرم محمدی
- ملیکا شریفی‌نیا
- حامد بهداد  نقش راننده پزو 206
- مهدی پاکدل  نقش دایی محمد
- امیر نوری
- اردشیر کاظمی نقش سرهنگ
- سارینا فرهادی
- شاهرخ سخایی
- محسن قاضی‌مرادی
- بهشاد شریفیان
- کیانوش گرامی
- آفرین چیت‌ساز
- امیرحسین شاهپوری
- منصور شهبازی
- رامین راستاد